# Казаклар-Кубово
Казакла́р-Кубо́во (рос. Казаклар-Кубово, башк. Ҡаҙаҡлар-Ҡобау) — село у складі Буздяцького району Башкортостану, Росія. Входить до складу Копей-Кубовської сільської ради.
Населення — 240 осіб (2010; 217 у 2002).
Національний склад:
- башкири — 79 %